# Missionari d'Africa

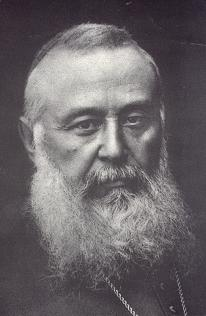
Charles Martial Lavigerie, fondatore della congregazione

I Missionari d'Africa o Padri Bianchi (in latino Missionarii Africae o Patres Albi) sono una società clericale di vita apostolica di diritto pontificio: i membri della congregazione pospongono al loro nome la sigla M. Afr.
La società, fondata dal cardinale Charles-Martial-Allemand Lavigerie per l'evangelizzazione dell'Africa, ebbe origine ad Algeri nel 1868; ottenne il riconoscimento pontificio nel 1879 e l'approvazione definitiva nel 1908. Il nome di "padri bianchi" deriva dal colore del loro abito originario, simile a quello dei cabili.

## Le origini

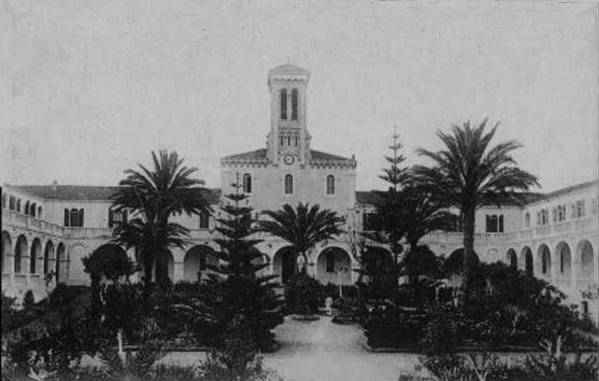
La Casa madre di Maison-Carrée (Algeria francese)

La congregazione venne fondata da Charles-Martial-Allemand Lavigerie (1825-1892): già vescovo di Nancy, nel 1867 venne eletto arcivescovo di Algeri e l'anno successivo venne nominato delegato apostolico del Sahara.
Il lazzarista Michel Girard, rettore del seminario maggiore di Algeri, nel 1868 gli presentò tre dei suoi studenti che avevano manifestato l'intenzione di dedicarsi esclusivamente all'evangelizzazione dei musulmani. Lavigerie, che necessitava di missionari da inviare nei territori affidatigli dalla congregazione di Propaganda Fide, decise di separarli dagli altri studenti e ne affidò la formazione a un gesuita, un lazzarista e un sulpiziano.
Per i primi candidati il noviziato iniziò il 2 febbraio 1869: la loro sede venne stabilita nella Maison-Carrée, presso Algeri, appositamente acquistata da Lavigerie.
I missionari di Lavigerie, che presero il nome di Missionari d'Africa (popolarmente Padri Bianchi), adottarono un abito simile a quello delle popolazioni arabe dell'Africa settentrionale: una veste bianca (la gandura) con un mantello ondeggiante (il barracano) e una scescia rossa come copricapo.
Per i primi tempi i membri della compagnia si dedicarono alla cura degli orfani che Lavigerie aveva raccolto dopo l'epidemia di colera che aveva colpito la sua città vescovile nel 1867: dopo la guerra franco-prussiana e la rivolta in Cabilia (1870-1871), la società attraversò un momento di grave crisi e tutti i membri decisero di lasciare la compagnia.
Nel 1871, sotto la direzione del gesuita François Terrasse, il seminario missionario venne riaperto e il 1º ottobre 1872 i primi dodici aspiranti (sette dei quali erano già sacerdoti) emisero la loro promessa nelle mani di Lavigerie, dando inizio alla società.
Nel 1874 i Missionari d'Africa celebrarono il loro primo capitolo generale, nel quale definirono la natura giuridica dell'istituto, la sua missione e i rapporti tra membri laici ed ecclesiastici.
La congregazione ricevette il pontificio decreto di lode il 14 maggio 1879 e le sue costituzioni vennero approvate dalla Santa Sede il 13 dicembre dello stesso anno (definitivamente il 15 febbraio 1908).

## L'opera missionaria
Mentre il fondatore era ancora in vita i padri bianchi si dedicarono all'evangelizzazione della Cabilia, della Siria, dell'Algeria, della Tunisia, di Gerusalemme e dell'Africa equatoriale: i tentativi di penetrare in Sudan fallirono tragicamente.
I primi missionari inviati nel Sudan, i padri Ménoret, Bouchand e Paulmier, vennero traditi dalle guide che dovevano condurli a Timbuctù e vennero massacrati nel 1876; una seconda missione, composta dai padri Richard, Morat e Puoplard, partì nel 1881 dalla Tripolitania (controllata dal governo ottomano), ma anche loro caddero vittima di un'imboscata nel Sahara.
L'opera dei padri bianchi fu importante soprattutto nell'evangelizzazione dell'Uganda, del Ruanda, del Burundi e presso i dagari del Ghana e dell'Alto Volta.

## Spiritualità
Il fondatore non si preoccupò di dare una spiritualità propria alla società: furono i gesuiti, che curarono la formazione dei primi missionari, a imprimere un carattere ignaziano alla spiritualità dei padri bianchi: Lavigerie, comunque, indicò come modelli ai suoi missionari Vincenzo de' Paoli, apostolo della carità, Ignazio di Loyola, apostolo della fede, e Jean-Jacques Olier, apostolo della santità ecclesiastica.

## Attività e diffusione

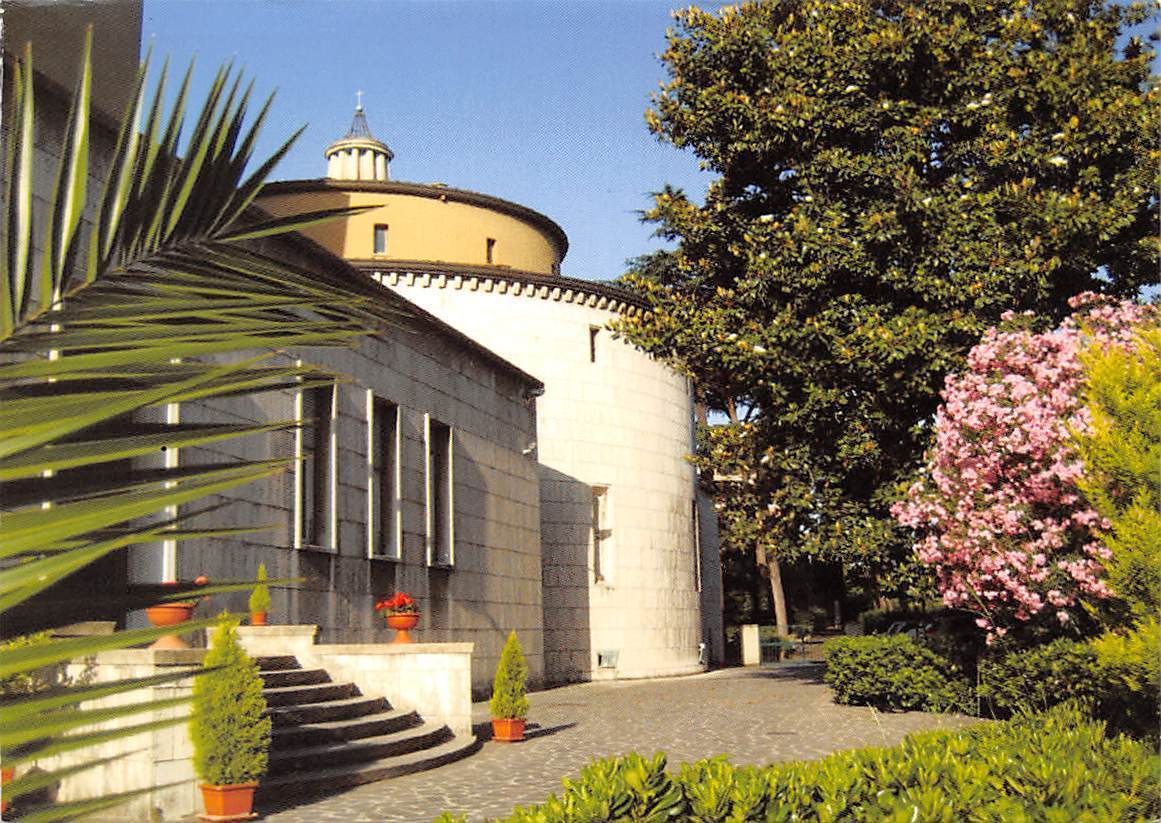
La casa generalizia dei Padri bianchi a Roma

I Missionari d'Africa si dedicano principalmente all'apostolato missionario presso le popolazioni non evangelizzate, poi alla cooperazione allo sviluppo delle Chiese locali. La priorità nell'opera di evangelizzazione è rivolta ai gruppi umani dell'Africa, ma i padri bianchi hanno avuto un ruolo notevole, per esempio, nella formazione del clero greco-melchita in Medio Oriente.
Il mondo musulmano riveste un interesse particolare per i membri della società: nel 1926 fondarono a Tunisi l'Institut Pontifical d'Études Arabes (IPEA), trasferito a Roma nel 1964.
Sono presenti in numerosi paesi africani (Algeria, Burkina Faso, Burundi, Repubblica Democratica del Congo, Costa d'Avorio, Egitto, Etiopia, Ghana, Kenya, Malawi, Mali, Mauritania, Mozambico, Niger, Nigeria, Ruanda, Sudafrica, Sudan, Tanzania, Tunisia, Uganda, Zambia), in Europa (Belgio, Francia, Germania, Irlanda, Italia, Lussemburgo, Paesi Bassi, Polonia, Regno Unito, Spagna, Svizzera), nelle Americhe (Brasile, Canada, Messico, Stati Uniti d'America) e in Asia (Filippine, India, Libano).
La sede generalizia, dal 1952, è sulla via Aurelia a Roma.
Alla fine del 2015, la congregazione contava 198 case e 1532 membri, di cui 1152 sacerdoti.